# میرچا فوگر
میرچا فوگر (انگلیسی: Mircea Fulger؛ زادهٔ ۲۶ january ۱۹۵۹ (۶۶ سال)) ورزشکار بوکس اهل رومانی است.
وی در مسابقات کشوری و بین‌المللی در مجموع برندهٔ ۲ مدال طلا، ۱ مدال برنز شده‌است.